# Www.ru2012.pl
www.ru2012.pl – książka Marcina Ciszewskiego wydana przez Społeczny Instytut Wydawniczy Znak w listopadzie 2011 roku.

## Fabuła
Akcja powieści rozpoczyna się kilka minut po zakończeniu www.1944.waw.pl. Podpułkownik Jerzy Grobicki razem z synem i przyjaciółmi wracają do Polski. Udając zamożnych przedsiębiorców zamierzają rozpocząć nowe życie w otaczającej ich rzeczywistości, na którą wpłynęli swoimi działaniami podczas wojny. Postanawiają również ostatecznie rozwiązać kwestię emitera MDS, dzięki któremu możliwe były ich podróże w czasie. Tuż przed wyjściem z lotniska dochodzi do zamachu terrorystycznego, na skutek którego terminal dostaje się w ręce przestępców a Grobicki i jego towarzysze zostają zakładnikami. Dzięki determinacji oraz wojskowemu doświadczeniu całej grupie udaje się wyrwać z pułapki i cudem uciec przed porywaczami. Przy okazji dowiadują się oni, że ktoś ukradł emiter.
Podczas gdy trwa oblężenie lotniska przez policję, Grobicki zostaje zatrzymany i przesłuchany przez podinspektora Tyszkiewicza. Oficer postanawia nie ujawniać swojej prawdziwej tożsamości, podając się za amerykańskiego biznesmena polskiego pochodzenia, który wrócił do ojczyzny po latach spędzonych za granicą. Po wyjściu z budynku komendy, Jerzy razem z kapitanem Wieteską udają się do hotelu. Tam okazuje się, że Wojtek, Rozalka i dzieci zostały uprowadzone, a kapral Galaś zniknął. Obaj oficerowie rozpoczynają prywatne dochodzenie, podczas którego ustalają, że trop prowadzi do starego kompleksu bunkrów w Bornem Sulinowie, dawnej bazie Wehrmachtu, po wojnie użytkowanej przez wojska radzieckie. Tuż przed odjazdem z Warszawy Grobicki zostaje poważnie ranny w rękę. Mimo protestów Wieteski postanawia zrezygnować z opieki lekarskiej i wyrusza na poszukiwanie syna. Obaj są dyskretnie śledzeni przez policję.
Na podstawie notatek zmarłego kolegi, który kiedyś badał tutejsze bunkry, Grobicki i Wieteska zapuszczają się w głąb podziemnych tuneli starego poligonu. Przez tajne przejście udaje im się dotrzeć do tajnej części kompleksu, skąd właśnie wyrusza na powierzchnię kolumna pancerna, dowodzona przez generała GRU Andrieja Konstantynowicza Kazakowcewa. W skład oddziału wchodzi osiem czołgów T-72M1, bojowe wozy piechoty BMP-2, transportery opancerzone i kilka zestawów rakietowych RT-2PM Topol. Celem Rosjan, którzy przejęli przywieziony przez Grobickiego emiter, jest cofnięcie się w czasie do 1941 roku i podbicie Europy za pomocą broni atomowej w ramach operacji „Jutrzenka”. Grobicki i Wieteska zostają uwięzieni przez radzieckich komandosów w celi, w której przetrzymywani są również Wojtek i Rozalka z dziećmi. Kilka minut po odjeździe kompanii Kazakowcewa więźniów odbija oddział żołnierzy z jednostki GROM, których zadaniem jest dostarczenie Grobickiego, jako głównego odpowiedzialnego za międzynarodowy kryzys związany z emiterem, do punktu dowodzenia. Tam znajduje się centrum operacji przeciwko renegatom z GRU, gdzie stroną policyjną dowodzi podinspektor Tyszkiewicz, a wojskową były przełożony Grobickiego, generał Lucjan Dreszer. Obecny jest też delegat Pentagonu, generał Littell, który jest odpowiedzialny za odzyskanie emitera.
Gdy Dreszer, który dowodzi oddziałem komandosów, zdaje sobie sprawę, że ma przeciwko sobie dobrze uzbrojony oddział pancerny, mimo sprzeciwu Littella postanawia wdać się w walkę, by za wszelką cenę zatrzymać nieprzyjacielskie wozy w drodze na lotniska, gdzie ekipa rosyjskich techników przygotowuje MDS do skoku czasowego w przeszłość. Niespodziewanie z lasu wyjeżdżają czołgi z czarnymi krzyżami na burtach, które otwierają ogień do rosyjskiej kolumny. Okazuje się bowiem, że miesiąc po zniknięciu batalionu Grobickiego w 2007 roku, George W. Bush w porozumieniu z naczelnymi dowódcami armii, nakazuje wysłanie w przeszłość misji ratunkowej z drugim MDS’em i ekipą techników. Misja ląduje pod koniec wojny na terytorium Niemiec. Urządzenie i kilku członków załogi dostaje się w ręce SS, po czym natychmiast przekazane w ręce Alfreda Spilkera, bezwzględnego gestapowca, który kiedyś ścigał przybyszów z przyszłości. W styczniu 1945 roku Alfred Spilker i Otto Skorzeny udają się do Hitlera z prośba o utworzenie specjalnego oddziału, który za pomocą MDS’u miałby przenieść się do przyszłości i przejąć rosyjskie rakiety z głowicami jądrowymi, dzięki którym III Rzesza odzyskałaby szansę na wygranie wojny. W skład liczącego kilkuset żołnierzy batalionu Waffen-SS wchodzi pododdział pancerny złożony z czołgów Königstiger oraz niszczycieli czołgów Jagdpanther, dwie kompanie grenadierów pancernych, snajperzy, moździerze rakietowe oraz obrona przeciwlotnicza. Skorzeny i Spilker korzystają z podziemnego magazynu w Bornem Sulinowie i dokonują skoku czasowego do 2012 roku. Gdy niemieccy obserwatorzy dają znak o pojawieniu się rosyjskiej kolumny, niemiecki oddział rozpoczyna atak. Mimo gigantycznej przewagi technologicznej Rosjan, hitlerowski oddział, głównie dzięki przewadze liczebnej, świetnej taktyce i graniczącej z fanatyzmem odwadze, przełamuje opór i przechwytuje rakiety balistyczne. Oddział Kazakowcewa zostaje rozbity, a skradziony Grobickiemu emiter zniszczony celnym strzałem z niemieckiej armaty. Żołnierze Skorzenego razem z łupem wracają do podziemi, skąd planują odlecieć z powrotem w czasy II Wojny Światowej. W pościg za nimi ruszają siły polskie, wezwane uprzednio na pole bitwy przez generała Dreszera. Pierwszy atakuje klucz śmigłowców Mi-24, lecz jest zmuszony przerwać ogień, gdy Skorzeny nakazuje swoim ludziom prowadzenie wozów bojowych na tyle blisko rakiet balistycznych, by użycie przez helikoptery broni wiązało się z ryzykiem detonacji ładunków nuklearnych.
Tymczasem ekipa Grobickiego, eskortowana przez drużynę GROM wydostaje się z podziemi. Widząc odbywającą się na powierzchni bitwę, planują wykorzystać szansę i wślizgnąć się do niemieckiego centrum dowodzenia, aby zniszczyć MDS i uniemożliwić hitlerowcom powrót do swoich czasów z bronią atomową. Ranny Grobicki, który dodatkowo cierpi na zakażenie krwi, ostatkiem sił doprowadza swoich przyjaciół do podziemnego bunkra i zatrzaskuje właz, mając nadzieję, że to choć trochę spowolni wrogi oddział. Tam spotykają Tyszkiewicza, który ukrył w podziemnym tunelu Rozalkę i obu chłopców. Po przedstawieniu wszystkich faktów Tyszkiewicz, łącznie z informacją o śmierci kapitana Kurcewicza, policjant razem z Wieteską i Galasiem udają się do podziemi, by pokonać złożoną z żołnierzy SS obsługę emitera zanim z powrotem pojawią się wrogie czołgi. Słysząc nadciągające siły niemieckie, które szykują się do wysadzenia włazu, Jerzy siada za kierownicą Humvee Tyszkiewicza i rusza w głąb podziemi, skąd dochodzą go odgłosy gwałtownej strzelaniny. Dzięki jego pomocy ochrona emitera ze Spilkerem na czele zostaje zniszczona. W międzyczasie do walki włączają się posiłki polskie – w tym dziesięć czołgów Leopard 2A4 oraz kompania piechoty na Rosomakach – atakując niedobitki Waffen-SS. Oddział niemiecki grzęźnie przy wejściu do podziemi – po tym, jak jeden z Tygrysów ulega zniszczeniu we wlocie tunelu, blokując wjazd – i zostaje wybity niemal do nogi. Garstka pozostałych przy życiu Niemców, w tym Otto Skorzeny, trafia do niewoli, a rakiety balistyczne dostają się w ręce Polaków w nieuszkodzonym stanie. Tymczasem w podziemiach, Grobicki ze smutkiem odkrywa, że jego przyjaciele zginęli w walce. Wtedy wpada na pomysł, jak ostatecznie rozwiązać kwestię walki o emiter. Mimo sprzeciwu Tyszkiewicza, któremu udało się przeżyć strzelaninę, pułkownik uruchamia MDS i przenosi się do 30 sierpnia 2007 roku, unikając tym samym konieczności tłumaczenia się za zmiany historyczne przed władzami polskimi i amerykańskimi.
Po powrocie do dawnych czasów i wysadzeniu w powietrze emitera, Grobicki z Rozalka i dziećmi opuszcza Borne Sulinowo, kierując się do swojego domu. Ciężko chory odstawia swoich podopiecznych do motelu, po czym udaje się do byłego mieszkania. Tam spotyka żyjącego w 2007 roku Jerzego Grobickiego, któremu opowiada całą historię o rozgrywce wokół emitera. Młodszy Grobicki jest zaszokowany wieściami nieznanego przybysza, jednak po krótkim czasie zdaje sobie sprawę, że mówi on prawdę i cała ta historia wydarzyła się naprawdę, a w jego życiu zacznie się za kilka godzin. Starszy Grobicki, po przedstawieniu mu jego wersji wydarzeń, prosi o podjęcie rozważnych decyzji, po czym, świadom niszczących postępów zakażenia organizmu, popełnia samobójstwo.
Następnego ranka major Jerzy Grobicki zostaje wezwany do bazy. Tam, po odbiorze z lotniska obsługi emitera, zjawia się u generała Dreszera i wyjawia mu swoją wiedzę o spisku, żądając zaniechania sabotażu maszyny czasu. Tym samym rezygnuje z wojska, zaczynając od dawna upragnione cywilne życie. W ostatniej scenie major wyznaje Nancy, że ją kocha i zabiera do motelu, gdzie według przybysza miała zatrzymać się Rozalia z dziećmi. Tam też oboje po raz pierwszy widzą dwuletniego Johny’ego, ich wspólnego syna z tragicznego życia, które miało już nigdy nie nastąpić.

## Odbiór
Książka doczekała się recenzji.